# Pierre Tirard
Pierre Emmanuel Tirard (Ginevra, 27 settembre 1827 – Parigi, 4 novembre 1893) è stato un politico francese. È stato il Primo Ministro della Francia due volte: la prima dall'11 dicembre 1887 al 3 aprile 1888 e la seconda dal 22 febbraio 1889 al 17 marzo 1890.

## Biografia
Dal 1871 diventa deputato, carica che mantiene fino al 1883, quando viene nominato senatore a vita. Nel frattempo ricopre vari incarichi ministeriali, il primo dei quali nel 1879, quando è ministro dell'agricoltura sotto il governo di William Henry Waddington. Riceve poi diverse deleghe anche durante i successivi esecutivi guidati da Charles de Freycinet, da Jules Ferry, da Charles Duclerc e da Armand Fallières
Viene nominato Primo Ministro di Francia l'11 dicembre 1887 e rimane in carica fino al 3 aprile 1888. Gli succede il governo presieduto da Charles Floquet, che dura per 10 mesi, al termine dei quali viene nominato nuovamente Primo Ministro dal 22 febbraio 1889: quell'esecutivo resta in carica per oltre un anno, fino al 17 marzo 1890.
Successivamente è ancora ministro delle Finanze dal dicembre 1892 al marzo 1893 nei due brevi governi di Alexandre Ribot. 
Muore a Parigi il 4 novembre 1893 all'età di 67 anni.